# Alloplectus hispidus
Alloplectus hispidus är en tvåhjärtbladig växtart som först beskrevs av Carl Sigismund Kunth, och fick sitt nu gällande namn av Carl Friedrich Philipp von Martius. Alloplectus hispidus ingår i släktet Alloplectus och familjen Gesneriaceae. Inga underarter finns listade i Catalogue of Life.